# Eupseudosoma flavida
Eupseudosoma flavida är en fjärilsart som beskrevs av Paul Dognin 1911. Eupseudosoma flavida ingår i släktet Eupseudosoma och familjen björnspinnare. Inga underarter finns listade i Catalogue of Life.